# Revue Horticole
Revue Horticole (abreviado Rev. Hort.) fue una revista ilustrada con descripciones botánicas que fue editada por Société nationale d'horticulture de France y publicada desde el año 1829 al 1974 con el nombre de Revue Horticole; résumé de tout ce qui parait d'intéressant en jardinage [etc.]. Se publicaron 146 volúmenes y fue sustituida en 1974 por Pepinieristes Hort. Maraich..

## Publicación
- Serie nº 1, Vols. 1-3, 1829-40;
- Serie nº 2, vols. 1-5, 1841-46;
- Serie nº 3, vols. 1-5, 1847-51;
- Serie nº 4, vols. 1-9, 1852-60; 1861-65; vol. 37+, 1866+